# Lill-Kvarnträsket
Lill-Kvarnträsket är en sjö i Kalix kommun i Norrbotten och ingår i Kalixälvens huvudavrinningsområde. Sjön har en area på 0,0739 kvadratkilometer och ligger 39,6 meter över havet.

## Delavrinningsområde
Lill-Kvarnträsket ingår i det delavrinningsområde (735895-181633) som SMHI kallar för Utloppet av Räktjärv. Medelhöjden är 77 meter över havet och ytan är 73,97 kvadratkilometer. Räknas de 985 avrinningsområdena uppströms in blir den ackumulerade arean 17 379,09 kvadratkilometer. Avrinningsområdets utflöde Kalixälven (Kaitumälven) mynnar i havet. Avrinningsområdet består mestadels av skog (67 procent). Avrinningsområdet har 14,44 kvadratkilometer vattenytor vilket ger det en sjöprocent på 19,5 procent.